# Milton, Illinois
Milton är en ort i Pike County i delstaten Illinois, USA.